# ویلدوود غربی، نیوجرسی
ویلدوود غربی (به انگلیسی: West Wildwood) شهری در ایالت نیوجرسی کشور ایالات متحده آمریکا است که جمعیت آن در سرشماری سال ۲۰۱۰ میلادی، ۶۰۳ نفر بوده‌است.